# Спортсмен года в Нидерландах
Спортсмен года в Нидерландах (нидерл. Sportman van het jaar) — ежегодная награда, присуждаемая лучшему нидерландскому спортсмену с 1951 года.

## История
Награда возникла в 1951 году по инициативе нидерландского спортивного журналиста Тома Шреурса (1896–1956) и телекомпанией Algemene Vereniging Radio Omroep (AVRO).
Изначально победителя определили на выборах спортивные журналисты. До 1958 включительно не было различия между спортсменом и спортсменкой года. В этот период две из восьми премий были присуждены женщинам. С 1959 года была разделена на две отдельные награды, чтобы ежегодно награждать лучшего спортсмена и спортсменку.
С 1972 года победители стали получать в качестве трофея небольшую бронзовую фигурку Япа Эдена выполненную скульптором Джитсом Баккером — Jaap Eden Award.
С 1997 года выборы организует Олимпийский комитет Нидерландов. Спортивные журналисты выдвигают несколько кандидатов из которых победители выбираются ведущими нидерландскими спортсменами.
Наибольшее число раз победителями становились фигуристка Шаукье Дейкстра (с 1959 по 1964 год) и велогонщица Леонтин Ван Морсел (между 1990 и 2004 годом) — обе по шесть раз. Дзюдоист Антон Геесинк (между 1957 и 1965 годами), конькобежец Адрианус Схенк (между 1966 и 1972 годами) и гимнаст Эпке Зондерланд (между 2009 и 2013 годами) избирались по четыре раза.
В 13 случаях (с 1952 по 2018 год) спортсмен года был чемпионом или призёром олимпийски игр проводившийся в тот год.

## Победители

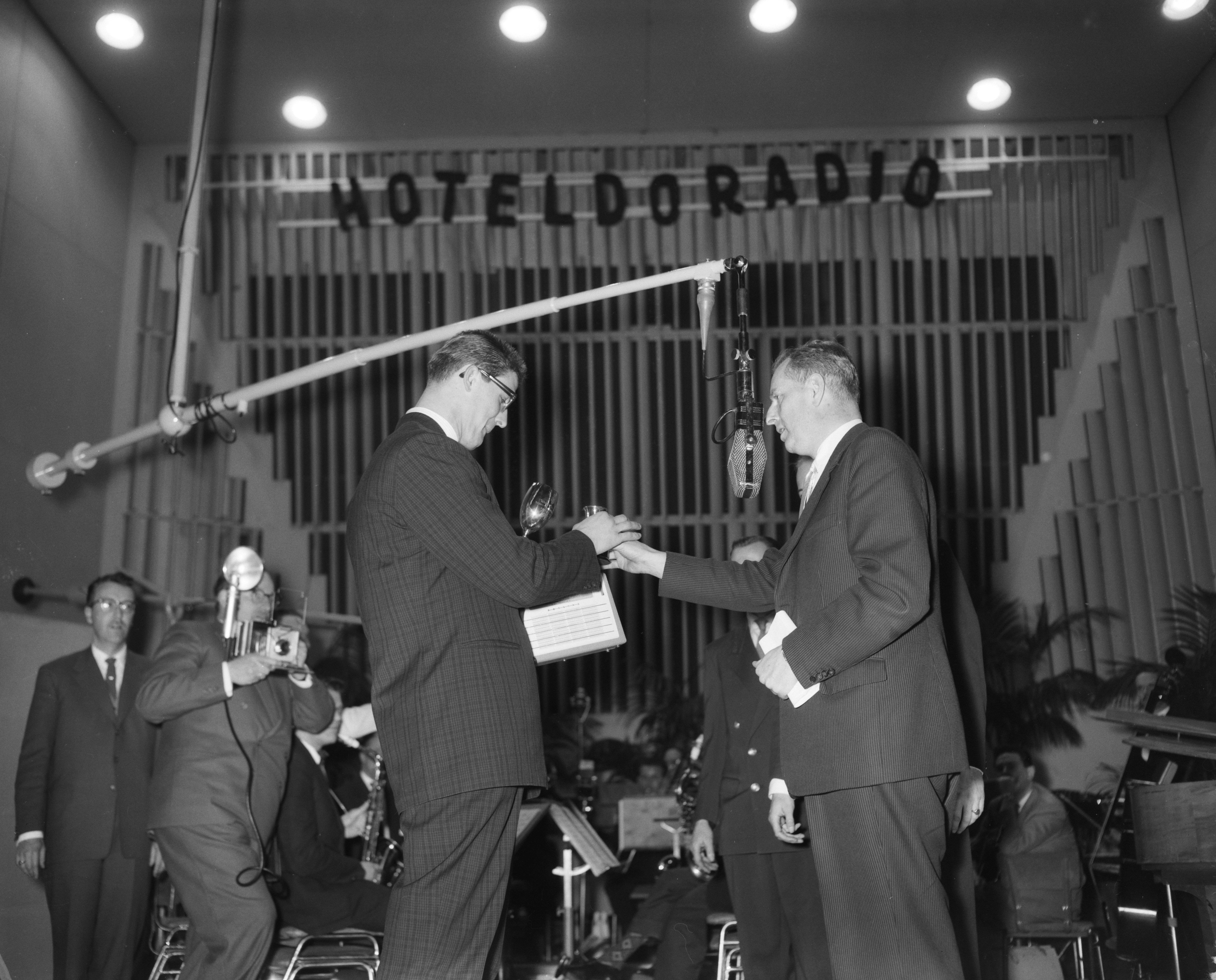
Антон Гесинк (1957)

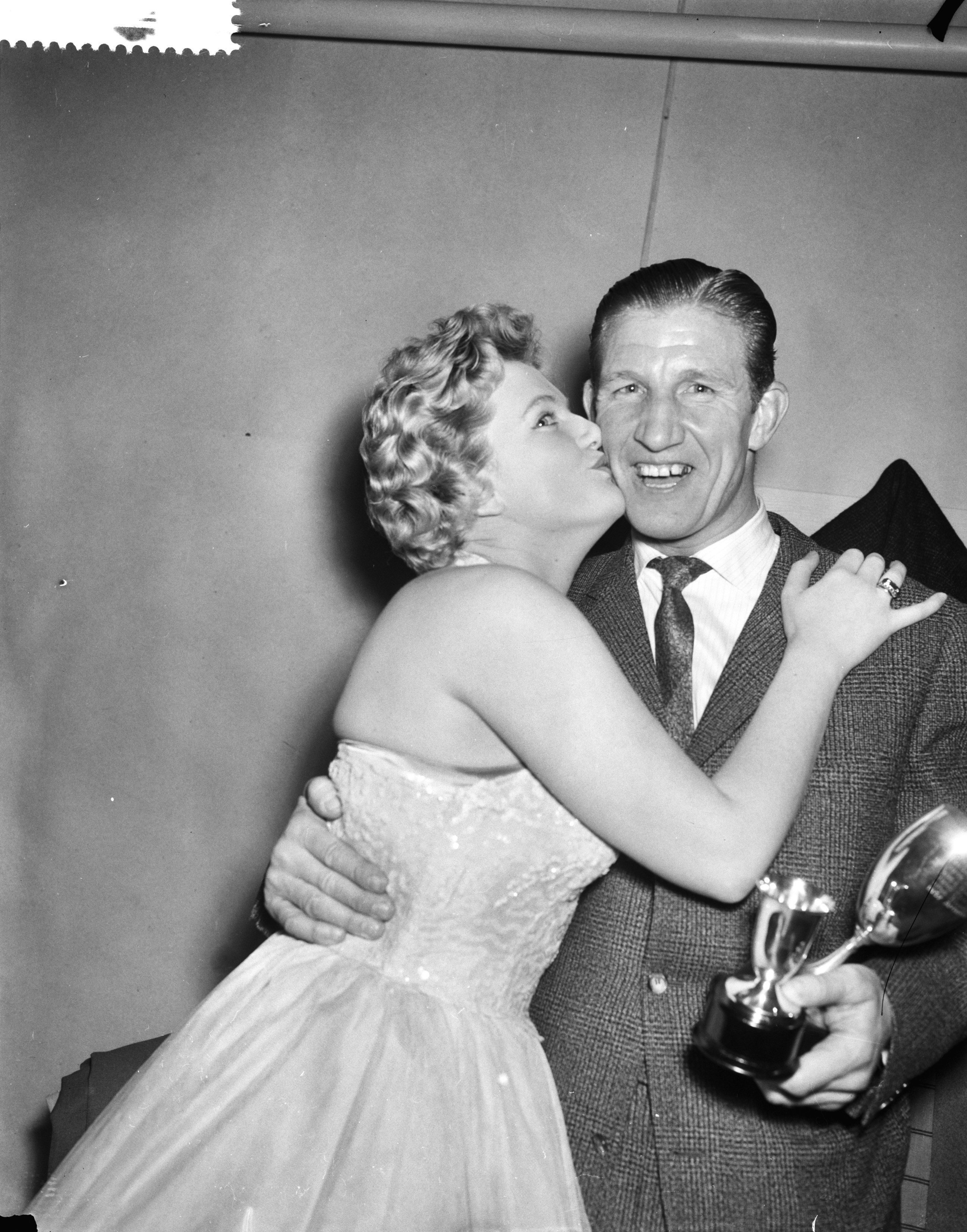
Геррит Шульте (1958) с певицей Мике Телкамп

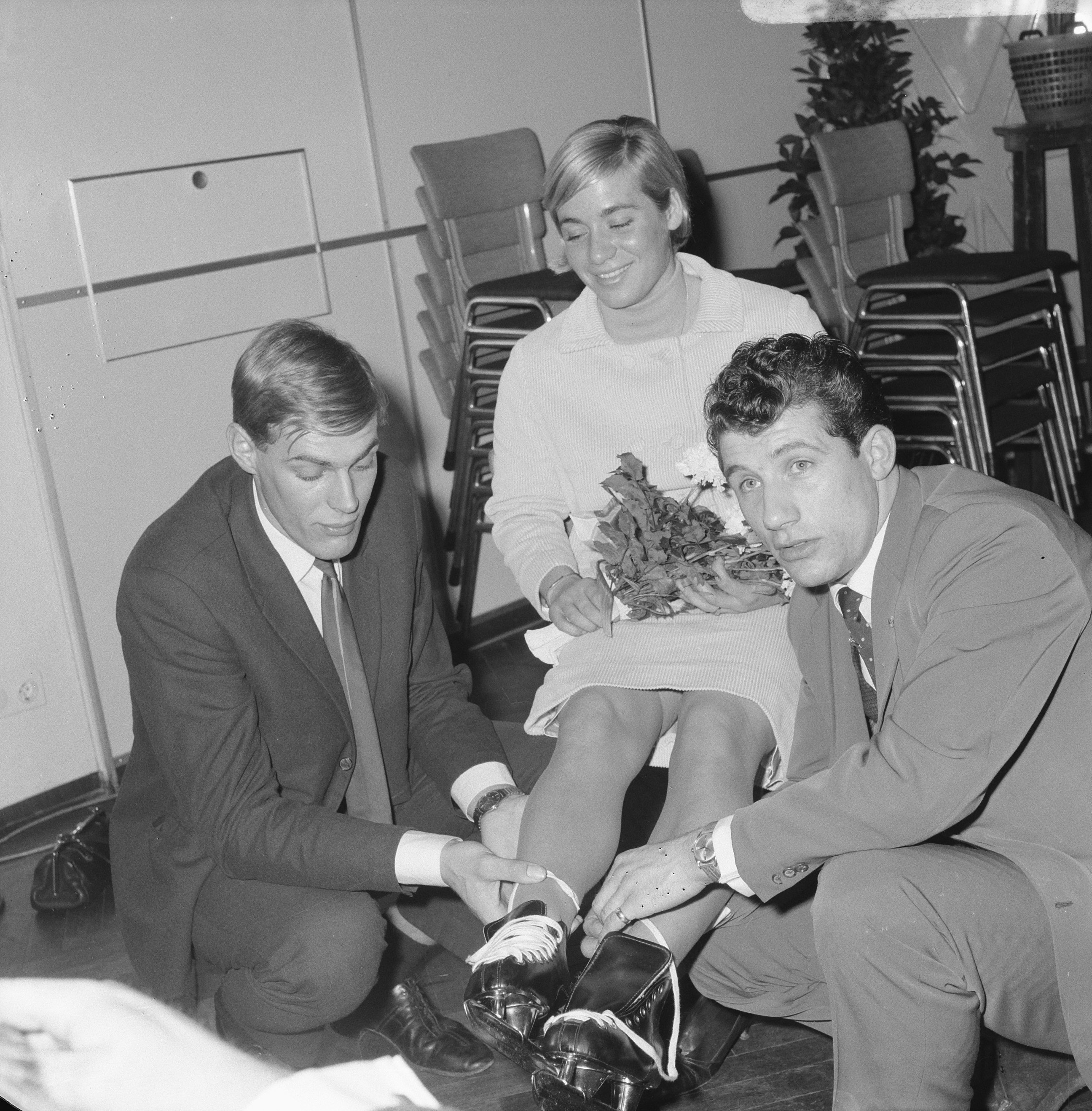
Адрианус Схенк и Корнелис Веркерк (оба 1966) с Элизабет Хёкелс

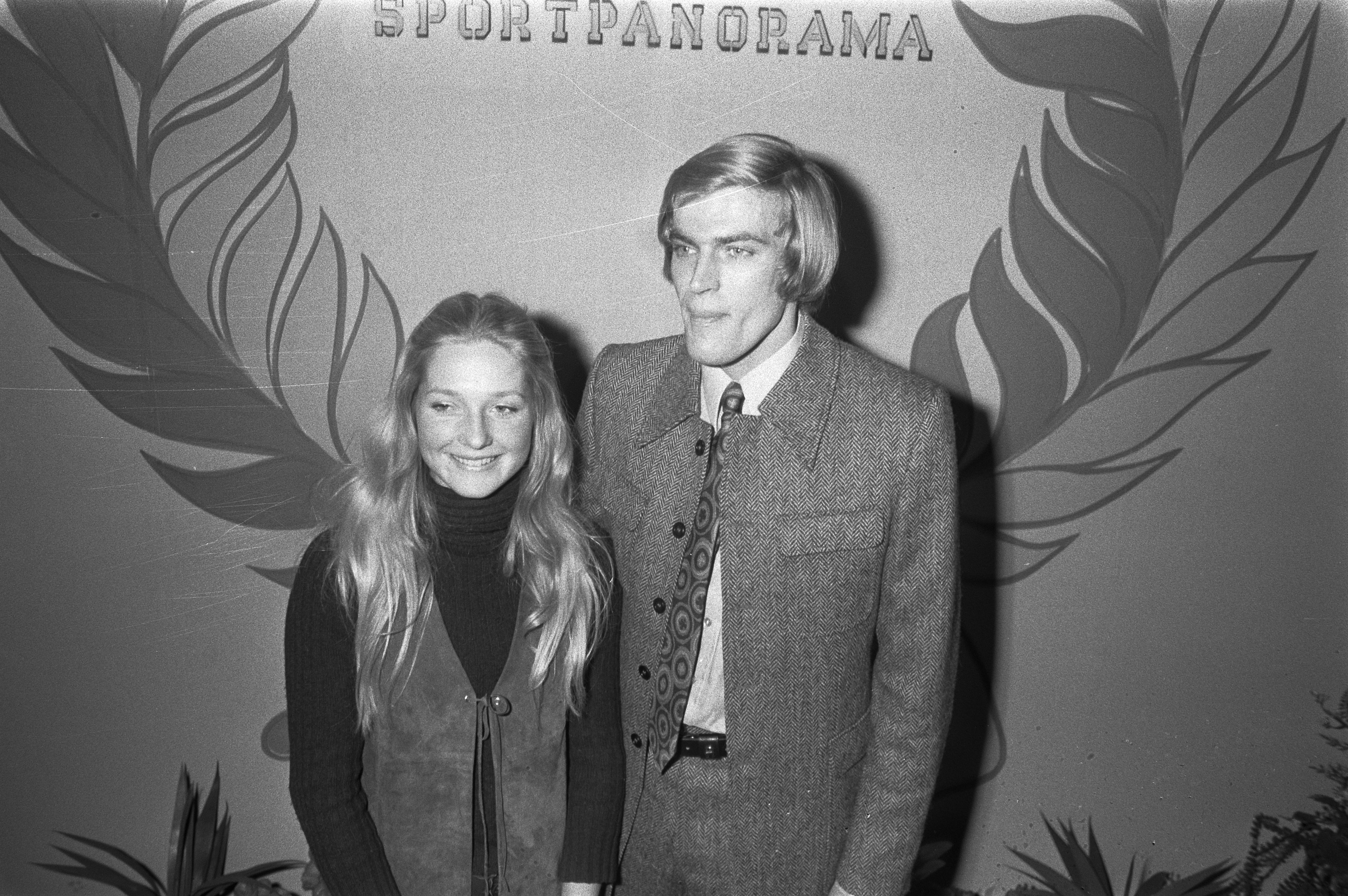
Адрианус Схенк и Вилли Стэле (оба 1971)

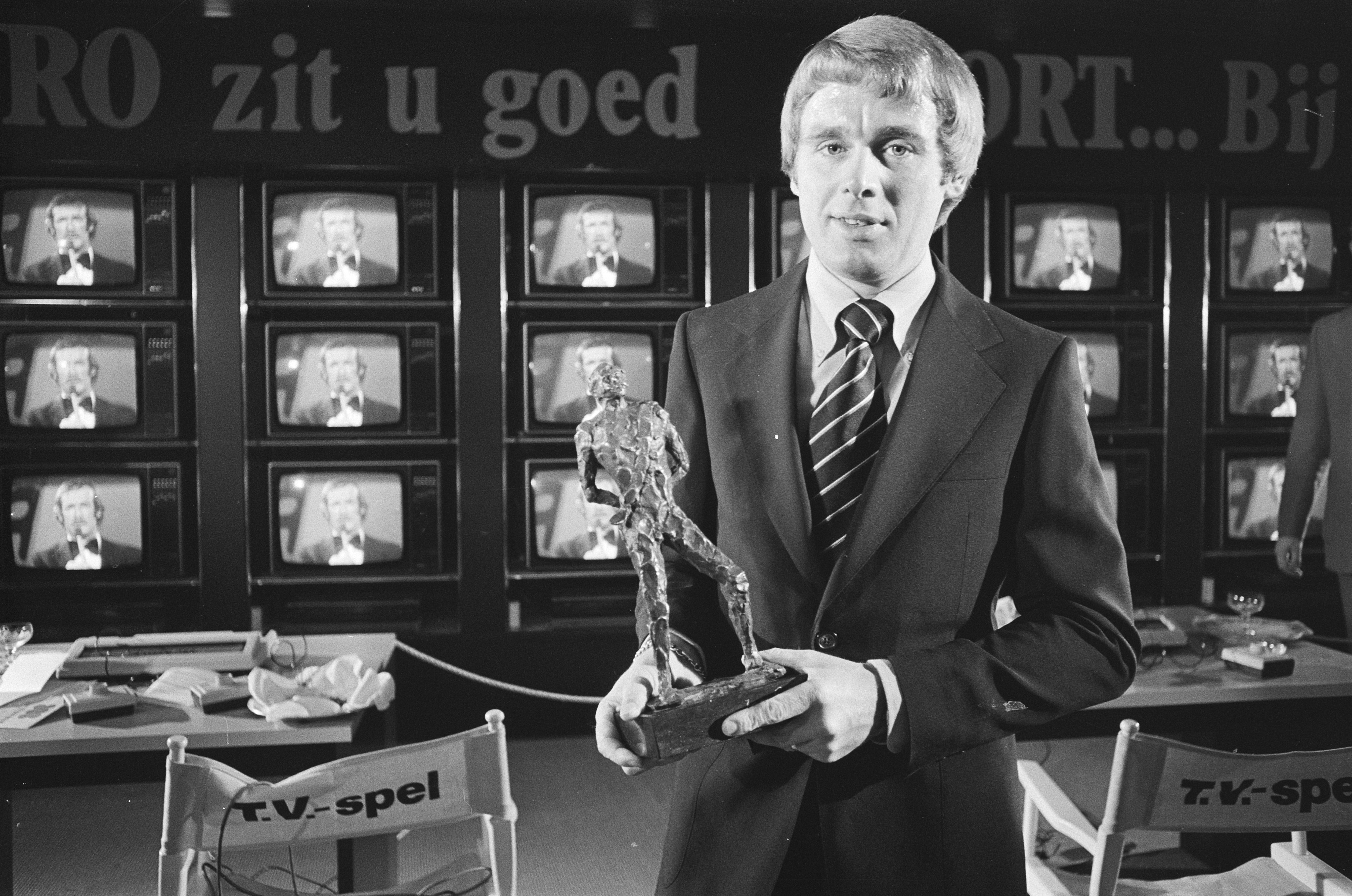
Хенни Кёйпер (1977)

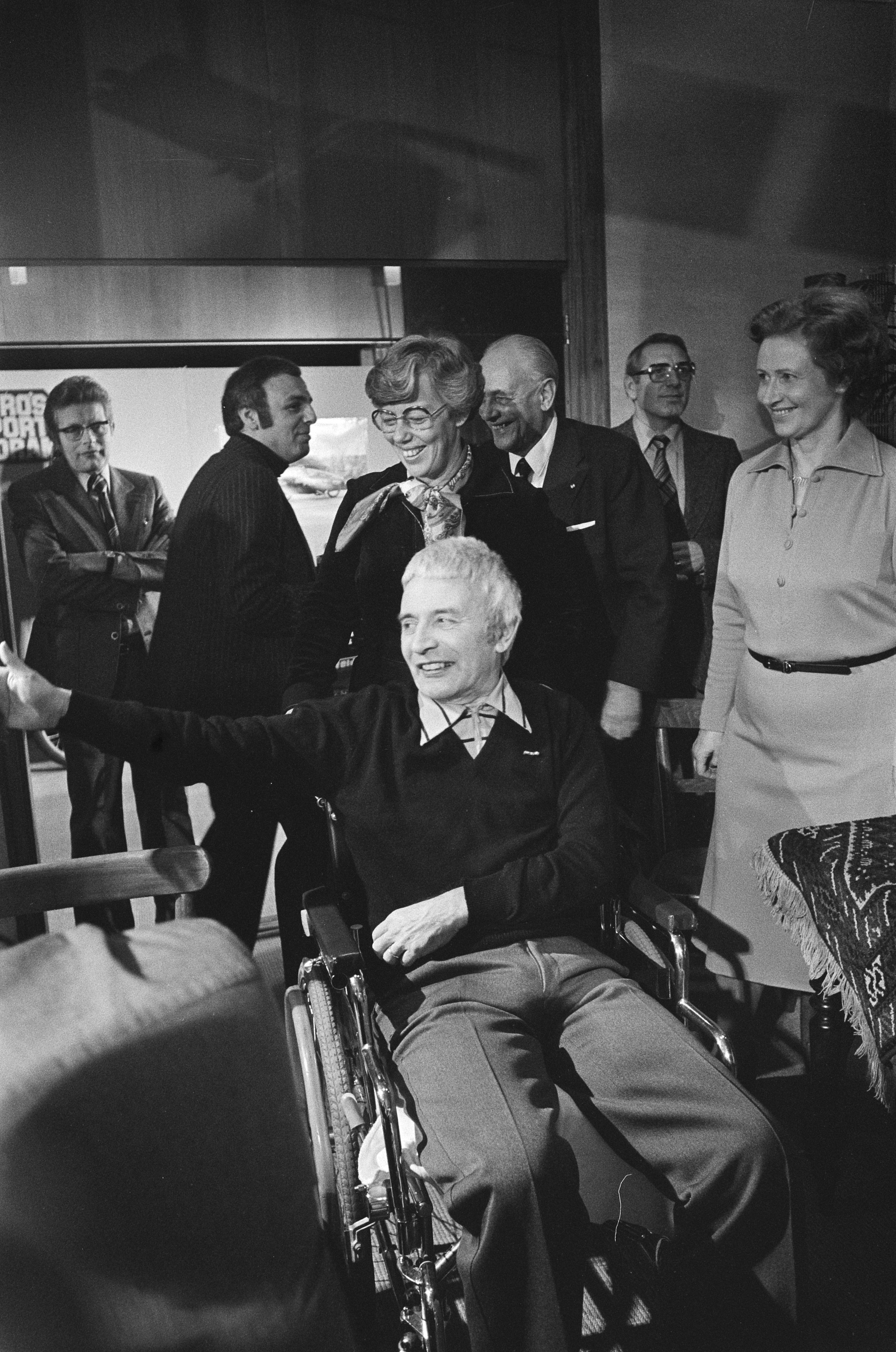
Первый победитель "спортсмена года" Абе Ленстра на "церемонии 1977" в 1978 году

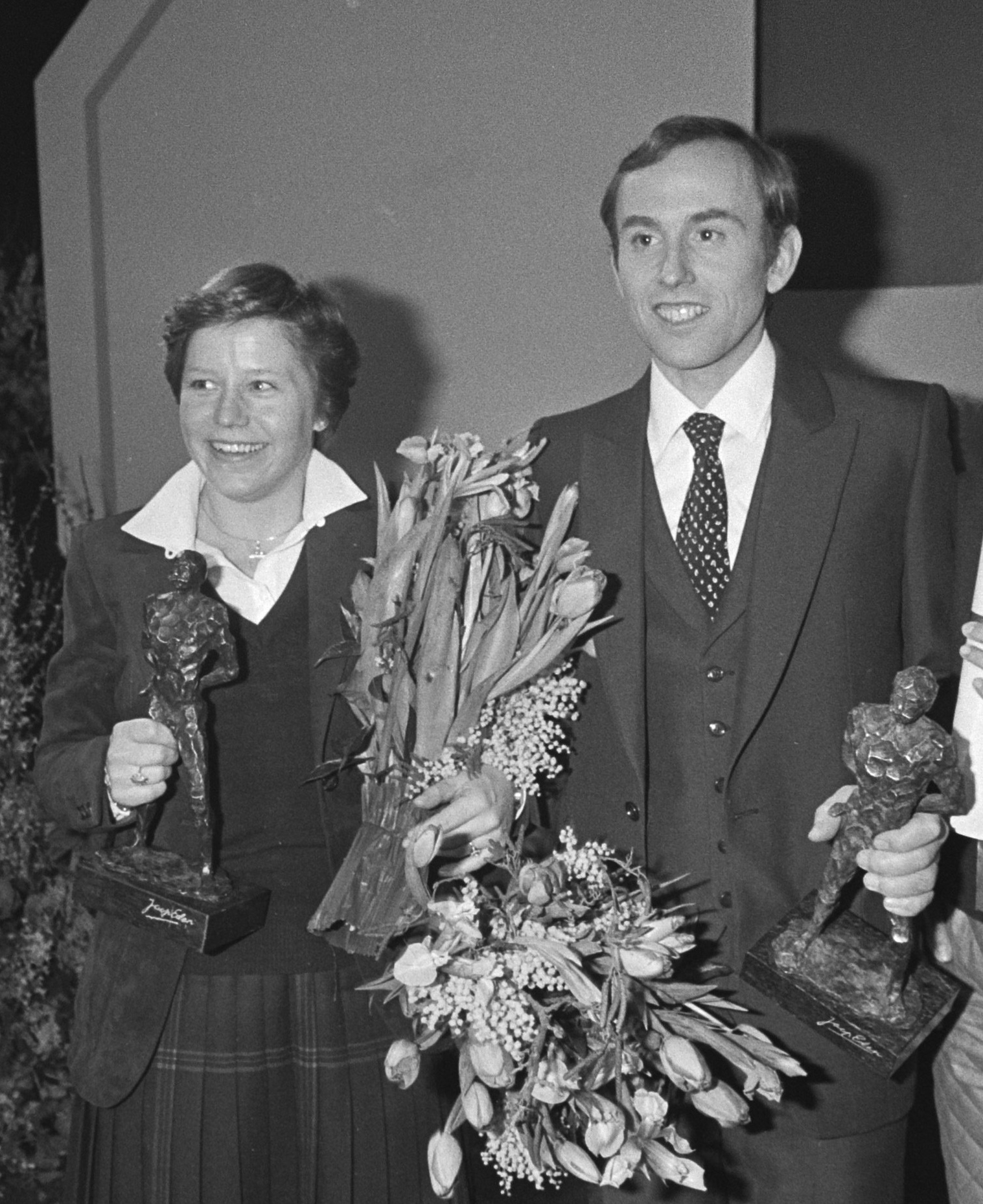
Йоп Зутемелк и Анни Боркинк (оба 1980)

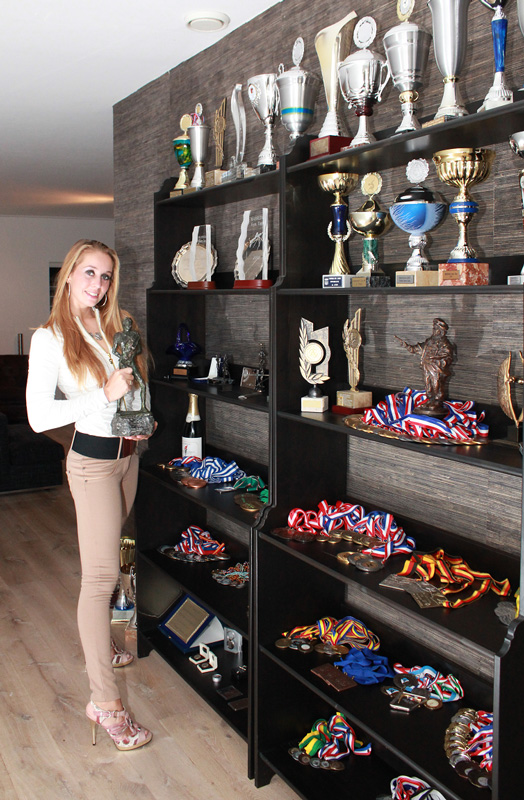
Верона ван де Лёр (2002)

### Спортсмен года (1951-1958)
| Год  | Спортсмен     | Вид спорта            |
| ---- | ------------- | --------------------- |
| 1951 | Абе Ленстра   | Футбол                |
| 1952 | Абе Ленстра   | Футбол                |
| 1953 | Ари ван Влит  | Шоссейный велоспорт   |
| 1954 | Гертье Вилема | Плавание              |
| 1955 | Мэри Кок      | Плавание              |
| 1956 | Клас Бут      | Спортивная гимнастика |
| 1957 | Антон Гесинк  | Дзюдо                 |
| 1958 | Геррит Шульте | Шоссейный велоспорт   |

### Спортсмен и спортсменка года (с 1959 г.)
| Год  | Мужчины                           | Мужчины                          | Женщины                          | Женщины                          |
| Год  | Спортсмен                         | Вид спорта                       | Спортсменка                      | Вид спорта                       |
| ---- | --------------------------------- | -------------------------------- | -------------------------------- | -------------------------------- |
| 1959 | Ари ван Хаувелинген               | Шоссейный велоспорт              | Шаукье Дейкстра                  | Фигурное катание                 |
| 1960 | Иф Камербек                       | Лёгкая атлетика                  | Шаукье Дейкстра                  | Фигурное катание                 |
| 1961 | Антон Гесинк Хенк ван дер Грифт   | Дзюдо Конькобежный спорт         | Шаукье Дейкстра                  | Фигурное катание                 |
| 1962 | Хенк Нейдам                       | Шоссейный велоспорт              | Шаукье Дейкстра                  | Фигурное катание                 |
| 1963 | Питер Пост                        | Шоссейный велоспорт              | Шаукье Дейкстра                  | Фигурное катание                 |
| 1964 | Антон Гесинк                      | Дзюдо                            | Шаукье Дейкстра                  | Фигурное катание                 |
| 1965 | Антон Гесинк                      | Дзюдо                            | Агье Кок                         | Плавание                         |
| 1966 | Адрианус Схенк Корнелис Веркерк   | Конькобежный спорт               | Агье Кок                         | Плавание                         |
| 1967 | Корнелис Веркерк                  | Конькобежный спорт               | Кристина Бас-Кайсер              | Конькобежный спорт               |
| 1968 | Ян Янссен                         | Шоссейный велоспорт              | Агье Кок                         | Плавание                         |
| 1969 | Том Оккер                         | Теннис                           | Миа Гоммерс                      | Лёгкая атлетика                  |
| 1970 | Адрианус Схенк                    | Конькобежный спорт               | Атье Кёлен-Делстра               | Конькобежный спорт               |
| 1971 | Адрианус Схенк                    | Конькобежный спорт               | Вилли Стэле                      | Воднолыжный спорт                |
| 1972 | Адрианус Схенк                    | Конькобежный спорт               | Анс ван Гервен                   | Спортивная гимнастика            |
| 1973 | Йохан Кройф                       | Футбол                           | Энит Бригита                     | Плавание                         |
| 1974 | Йохан Кройф                       | Футбол                           | Энит Бригита                     | Плавание                         |
| 1975 | Йос Херменс                       | Лёгкая атлетика                  | Дианне де Леу                    | Фигурное катание                 |
| 1976 | Пит Клейне                        | Конькобежный спорт               | Кети ван Остен-Хаге              | Шоссейный велоспорт              |
| 1977 | Хенни Кёйпер                      | Шоссейный велоспорт              | Бетти Стове                      | Теннис                           |
| 1978 | Джерри Кнетеманн                  | Шоссейный велоспорт              | Кети ван Остен-Хаге              | Шоссейный велоспорт              |
| 1979 | Ян Рас                            | Шоссейный велоспорт              | Петра де Брёйн                   | Шоссейный велоспорт              |
| 1980 | Йоп Зутемелк                      | Шоссейный велоспорт              | Анни Боркинк                     | Конькобежный спорт               |
| 1981 | Хенни Стамснейдер                 | Велокросс                        | Беттине Вризекоп                 | Настольный теннис                |
| 1982 | Герард Нейбур                     | Лёгкая атлетика                  | Аннемери Верстаппен              | Плавание                         |
| 1983 | Роб Друпперс                      | Лёгкая атлетика                  | Конни ван Бентум                 | Плавание                         |
| 1984 | Стефан Ван ден Берг               | Виндсёрфинг                      | Риа Сталман                      | Лёгкая атлетика                  |
| 1985 | Йоп Зутемелк                      | Шоссейный велоспорт              | Беттине Вризекоп                 | Настольный теннис                |
| 1986 | Хейн Вергер                       | Конькобежный спорт               | Нелли Куман                      | Лёгкая атлетика                  |
| 1987 | Рууд Гуллит                       | Футбол                           | Ирен де Кок                      | Дзюдо                            |
| 1988 | Стивен Рокс                       | Шоссейный велоспорт              | Ивонн ван Геннип                 | Конькобежный спорт               |
| 1989 | Лео Виссер                        | Конькобежный спорт               | Элли ван Хюлст                   | Лёгкая атлетика                  |
| 1990 | Эрик Брюкинк                      | Шоссейный велоспорт              | Леонтин ван Морсел               | Шоссейный велоспорт              |
| 1991 | Арнольд Вандерлиде Эдвин Йонгеянс | Бокс Прыжки в воду               | Ингрид Харинга                   | Шоссейный велоспорт              |
| 1992 | Барт Велдкамп                     | Конькобежный спорт               | Эллен ван Ланген                 | Лёгкая атлетика                  |
| 1993 | Фалько Зандстра                   | Конькобежный спорт               | Леонтин ван Морсел               | Шоссейный велоспорт              |
| 1994 | Реджилио Тур                      | Бокс                             | Анки ван Грюнсвен                | Выездка                          |
| 1995 | Данни Нелиссен                    | Шоссейный велоспорт              | Анжелика Серизе                  | Дзюдо                            |
| 1996 | Рихард Крайчек                    | Теннис                           | Ингрид Харинга                   | Шоссейный велоспорт              |
| 1997 | Марсел Вауда                      | Плавание                         | Тонни де Йонг                    | Конькобежный спорт               |
| 1998 | Джанни Ромме                      | Конькобежный спорт               | Марианне Тиммер                  | Конькобежный спорт               |
| 1999 | Питер ван ден Хогенбанд           | Плавание                         | Леонтин ван Морсел               | Шоссейный велоспорт              |
| 2000 | Питер ван ден Хогенбанд           | Плавание                         | Леонтин ван Морсел               | Шоссейный велоспорт              |
| 2001 | Эрик Деккер                       | Шоссейный велоспорт              | Инге Де Брюин                    | Плавание                         |
| 2002 | Йохем Эйтдехаге                   | Конькобежный спорт               | Верона ван де Лёр                | Спортивная гимнастика            |
| 2003 | Эрбен Веннемарс                   | Конькобежный спорт               | Леонтин ван Морсел               | Шоссейный велоспорт              |
| 2004 | Питер ван ден Хогенбанд           | Плавание                         | Леонтин ван Морсел               | Шоссейный велоспорт              |
| 2005 | Юри ван Гелдер                    | Спортивная гимнастика            | Эдит ван Дайк                    | Плавание                         |
| 2006 | Тео Бос                           | Шоссейный велоспорт              | Ирен Вюст                        | Конькобежный спорт               |
| 2007 | Свен Крамер                       | Конькобежный спорт               | Марлен Велдхёйс                  | Плавание                         |
| 2008 | Мартен ван дер Вейден             | Плавание                         | Марианна Вос                     | Шоссейный велоспорт              |
| 2009 | Эпке Зондерланд                   | Спортивная гимнастика            | Марианна Вос                     | Шоссейный велоспорт              |
| 2010 | Марк Тёйтерт                      | Конькобежный спорт               | Николин Сауэрбрей                | Сноуборд                         |
| 2011 | Эпке Зондерланд                   | Спортивная гимнастика            | Раноми Кромовидьойо              | Плавание                         |
| 2012 | Эпке Зондерланд                   | Спортивная гимнастика            | Раноми Кромовидьойо              | Плавание                         |
| 2013 | Эпке Зондерланд                   | Спортивная гимнастика            | Марианна Вос                     | Шоссейный велоспорт              |
| 2014 | Арьен Роббен                      | Футбол                           | Ирен Вюст                        | Конькобежный спорт               |
| 2015 | Шинки Кнегт                       | Шорт-трек                        | Дафне Схипперс                   | Лёгкая атлетика                  |
| 2016 | Макс Ферстаппен                   | Автоспорт                        | Санне Веверс                     | Спортивная гимнастика            |
| 2017 | Том Дюмулен                       | Шоссейный велоспорт              | Дафне Схипперс                   | Лёгкая атлетика                  |
| 2018 | Кьелд Нёйс                        | Конькобежный спорт               | Сюзанне Схюлтинг                 | Шорт-трек                        |
| 2019 | Матье ван дер Пул                 | Шоссейный велоспорт              | Сифан Хассан                     | Лёгкая атлетика                  |
| 2020 | отменена из-за пандемии COVID-19  | отменена из-за пандемии COVID-19 | отменена из-за пандемии COVID-19 | отменена из-за пандемии COVID-19 |
| 2021 | Макс Ферстаппен                   | Автоспорт                        | Сифан Хассан                     | Лёгкая атлетика                  |
| 2022 | Макс Ферстаппен                   | Автоспорт                        | Ирен Схаутен                     | Конькобежный спорт               |
| 2023 | Матье ван дер Пул                 | Шоссейный велоспорт              | Фемке Бол                        | Лёгкая атлетика                  |